# یکوم (تگزاس)
یکوم، تگزاس(به انگلیسی: Yoakum, Texas) شهری در ایالت تگزاس از ایالات جنوبی ایالات متحده آمریکا است. در سرشماری سال ۲۰۰۰، جمعیت این شهر ۵۷۳۱ نفر اعلام شد.